# Lemon (N.E.R.D. & Rihanna)
Lemon is een nummer van de Amerikaanse band N.E.R.D. en Rihanna uit 2017. Het is de eerste single van No One Ever Really Dies, het vijfde studioalbum van N.E.R.D.
"Lemon" kent een harde en ruwe tekst. De tekst gaat onder andere over grenzen en het hebben van een goede en slechte kant, ook wordt er - zonder de naam te noemen - gesneerd naar toenmalig president Donald Trump. Het nummer werd in een aantal landen een bescheiden hitje. Zo bereikte het de 36e positie in de Amerikaanse Billboard Hot 100. In Nederland behaalde het nummer de 9e positie in de Tipparade, en in Vlaanderen de 7e positie in de Tipparade.